# Tilia concinna
Tilia concinna är en malvaväxtart som beskrevs av Pigott. Tilia concinna ingår i släktet lindar, och familjen malvaväxter. Inga underarter finns listade i Catalogue of Life.